# Chemotherapy
Chemotherapy: International Journal of Experimental and Clinical Chemotherapy ist eine wissenschaftliche Fachzeitschrift, die vom Karger-Verlag veröffentlicht wird. Die Zeitschrift wurde 1959 unter dem Namen Chemotherapia gegründet, änderte 1968 den Namen in Chemotherapy und erscheint mit sechs Ausgaben im Jahr. Es werden Arbeiten veröffentlicht, die sich mit allen Aspekten der antiinfektiven und antineoplastischen Chemotherapie beschäftigen.
Der Impact Factor lag im Jahr 2016 bei 0,843. Nach der Statistik des ISI Web of Knowledge wird das Journal mit diesem Impact Factor in der Kategorie Onkologie an 210. Stelle von 217 Zeitschriften und in der Kategorie Pharmakologie und Pharmazie an 192. Stelle von 254 Zeitschriften geführt.